# Степаненко Людмила Василівна
Степаненко Людмила Василівна – українська поетка, член Національної спілки письменників України.

## Біографія
Людмила Степаненко народилася 24 серпня 1960 року у м. Херсон. Після середньої школи навчалася у Херсонському державному педагогічному інституті на фізико-математичному факультеті, який закінчила у 1981 році. З того часу працює у вищому професійному училищі №2 м. Херсон викладачем математики.
Також Л. Степаненко відома як автор та перекладач поетичних збірок. Її поетичні твори були опубліковані у виданнях: «Бористен», «Крила», «Степ», «Таврія поетична»; виходили колективних поетичних збірках: «Весняні поезії», «Кулішева криниця», «Відлуння сердець».
За дослідженнями критиків, основними темами поезії Л. Степаненко є доля народу, духовні цінності та лірика. 
Вірш авторки «Пам’яті жертв голодоморів в Україні» був покладений на музику Анатолієм Шейченком та від 07.12.2008 щороку звучить на Українському радіо. 
Результатом її роботи перекладача є переклад циклу віршів Адама Міцкевича «Кримські сонети».

## Нагороди
- Премія Всеукраїнського поетичного вернісажу «Троянди і виноград», за цикл віршів українською мовою, 2008[4];

- Премія 3-го Міжнародного конкурсу наукових і мистецьких робіт імені Володимира Маняка і Лідії Коваленко у номінації «Кращі методичні розробки уроку/лекції та мистецької роботи вчителів закладів загальної середньої освіти/викладачів закладів вищої освіти» за цикл «Не забуваймо… У ім’я живих…», 2018[5];

- Премія обласного конкурсу «Краща книга Херсонщини» у номінації «Краще видання національно-патриотичного спрямування», за поетичну збірку «На часі», 2019[6].

## Окремі видання
- «Хочу сказати…», Дніпропетровськ, видавництво «Гамалія», 2004;

- «Думки мої», Дніпропетровськ, видавництво «Гамалія», 2006;

- «На часі…», Херсон, видавництво «Наддніпряночка», 2018[7].